# Port Louis District
Port Louis er en distrikt på Mauritius. Distriktet ligger nordvest på øen og grænser op til distrikterne Pamplemousses, Moka, Plaines Wilhems og Black River.
Distriktet består af områderne rundt den om hovedstaden Port Louis, der også er det økonomiske centrum på Mauritius. Port Louis-distriktet havde i 2011 et indbygger tal på 118.431.